# Josef-Hubert Adrian
Josef-Hubert Adrian (25 de Setembro de 1911 - março de 1945) foi um oficial alemão que serviu no Deutsches Heer durante a Segunda Guerra Mundial. Foi condecorado com a Cruz de Cavaleiro da Cruz de Ferro.

## Condecorações
| Cruz de Ferro 2ª Classe                                |
| Cruz de Ferro 2ª Classe                                |
| Cruz de Cavaleiro da Cruz de Ferro 28 de março de 1945 |